# Apanasowka (obwód kurski)
Apanasowka (ros. Апанасовка) – wieś (ros. село, trb. sieło) w zachodniej Rosji, w sielsowiecie komarowskim rejonu korieniewskiego w obwodzie kurskim.

## Geografia
Miejscowość położona jest nad rzeką Mużyca, 5,5 km od centrum administracyjnego sielsowietu komarowskiego (Komarowka), 13 km od centrum administracyjnego rejonu (Korieniewo), 105 km od Kurska.
W granicach miejscowości znajdują się 133 posesje.

## Demografia
W 2010 r. miejscowość zamieszkiwało 199 osób.